# Tachyphyle oubrica
Tachyphyle oubrica är en fjärilsart som beskrevs av Dyar 1914. Tachyphyle oubrica ingår i släktet Tachyphyle och familjen mätare. Inga underarter finns listade i Catalogue of Life.